# Дочка Робіна Гуда: Принцеса злодіїв
«Дочка Робіна Гуда: Принцеса злодіїв» (англ. Princess of Thieves) — американський пригодницький телефільм 2001 року.

## Сюжет
У 1184 році в Англії у Робін Гуда народжується дитина. Шериф Ноттінгемський, який ненавидить розбійника, спочатку планує вбивство немовляти, але дізнавшись, що народилася дівчинка, вирішує, що небезпеки для нього вона не представляє.
1199 рік. Гвін, дочка Робін Гуда, живе спокійним пасторальним життям у селі, дружить з Фредеріком, її ровесником. Її батько, вічно в роз'їздах, відвідує дівчину рідко, а вона тим часом досконало опановує мистецтвом верхової їзди та стрільби з лука. Незабаром приходять звістки, що король при смерті, і тепер за англійський трон будуть боротися принц Джон, молодший брат короля, і принц Філіп, незаконнонароджений син короля. Для простих бідних людей переважно добрий та веселий Філіп, ніж злий і жорстокий Джон, тому Робін Гуду належить зустріти вертаючого з Франції Філіпа і супроводити його в Лондон, оскільки Джон безсумнівно докладе всі сили, щоб прибрати племінника. Гвін проситься поїхати з батьком на це завдання, але той їй відмовляє, тоді дівчина обрізає волосся, одягається в чоловіче вбрання і самовільно відправляється слідом за батьком. За нею пов'язується і Фредерік.
Незабаром в лісі люди принца Джона полонять Фредеріка, але потім шериф відпускає його, щоб той вивів їх на Робін Гуда. Так і відбувається, Робін Гуд і його друг Вілл спіймані, а на берег, на зустріч з принцом Філіпом відправляється людина Джона. Зустрівшись з прибулими з Франції він помилково вбиває не Філіпа, а його слугу, Конрада, самому принцові вдається втекти, тепер він мріє повернутися у Францію до свого безтурботного життя, геть з цієї жорстокої Англії. Блукаючи по лісі, принц зустрічає Гвін, і далі вони подорожують разом, при цьому Філіп видає себе за Конрада, свого власного вбитого слугу.
Поступово, особливо після зустрічі з командою Робін Гуда, Філіп переймається почуттям відповідальності за країну і публічно зізнається, що насправді він принц. Натхнені, розбійники готові слідувати за ним, треба зупинити коронацію, яка вже почалася, і врятувати Робін Гуда з Лондона.
Незважаючи на шалений опір людей Джона, Гвін, Філіпу, Фредеріку і людям Робін Гуда вдається зробити і те й інше.

## У ролях
- Кіра Найтлі[1] — Гвін, дочка Робін Гуда
- Дель Сіннотт — Фредерік, друг Гвін
- Стівен Мойєр — принц Філіп, незаконнонароджений син Річарда Левове Серце
- Стюарт Вілсон — Робін Гуд
- Малкольм Макдавелл — шериф Ноттінгемський
- Джонатан Гайд — принц Джон, молодший брат Річарда Левине Серце
- Роджер Ештон-Гріффітс — чернець Тук